# Condé Nast
Condé Nast es una editorial de revistas internacional, fundada en 1909 por Condé Montrose Nast. Sus oficinas principales se encuentran en Nueva York, Londres, Milán, París, Madrid, Ciudad de México, Miami y Tokio. Condé Nast es propiedad de Samuel Irving Newhouse, Jr, Samuel Irving Newhouse, Sr., miembros de una importante familia estadounidense. Los actuales máximos directivos del grupo son Jonathan Newhouse (Chairman y CEO) y Wolfgang Blau (Presidente).
En España mantiene dos oficinas, la central en el paseo de la Castellana en Madrid y la sucursal de Barcelona en paseo de Gracia. En México, las oficinas se encuentran en Av. Paseo de las Palmas 781-Piso 8, Lomas de Chapultepec III Secc , en Ciudad de México.

## Publicaciones

### Moda y estilo de vida
- Vogue
- W

- Glamour
- Allure
- Self
- Teen Vogue
- GQ
- Details
- Lucky
- Easy Living
- LOVE

### Arquitectura y decoración
- Architectural Digest
- Maison & Jardin
- Vogue Decoration

### Novias
- Sposabella Novias
- Brides
- Modern Bride
- Elegant Bride

### Familia
- Cookie

### Viajes
- Condé Nast Traveler

### Tecnología
- Wired
- Ars Technica
- Webmonkey

### Economía
- Condé Nast Portfolio

### Cultura
- Vanity Fair
- The New Yorker

### Alimentación
- Gourmet

- Bon Appétit

### Golf
- Golf Digest
- Golf World
- Golf for Women

## Sitios web relacionados
- Architectural Digest México
- Glamour México
- GQ México y Latinoamérica
- Vanity Fair México
- Vogue México y Latinoamérica
- Ars Technica
- cnworld.es
- vogue.es
- revistagq.com
- revistaad.com
- sposabella.com
- traveler.es
- glamour.es
- revistavanityfair.es
- Brides.com
- Concierge.com
- Condenaststore.com
- Condenet.com
- Epicurious.com
- Men.style.com
- NewYorker.com
- Newyorkerstore.com
- Portfolio.com
- Style.com
- Stylefinder.com
- Webmonkey.com
- Wired.com
- Condé Nast México y Latinoamérica
- CondeNast.es